# Mesotype cotangens
Mesotype cotangens là một loài bướm đêm trong họ Geometridae.